# Betty Buehler
Maria Elizabeth Buehler de Lutz, geborene Maria Elisabeth Bühler (* 10. Dezember 1921 in Oberachern, Baden; † 6. Juli 2012 Harwich auf Cape Cod, Barnstable County, Massachusetts, Vereinigten Staaten von Amerika) war eine deutsch-amerikanische Schauspielerin.

## Leben
Betty Buehler war die Tochter des Bäckers Gustav Bühler und seiner Ehefrau Sofie geb. Nock. 1928 wanderte die Familie in die USA aus und lebte nach ihrer Ankunft bis Mitte der 1940er-Jahre in Fort Plain, Mohawk Valley, im Bundesstaat New York. Später zog sie nach Gloversville, New York, wo die Eltern 1947 eine Bäckerei betrieben. Nach dem Abschluss der High School in Fort Plain 1940 studierte Betty Buehler zwei Jahre an der Universität Syracuse und dem renommierten Ithaca-College, das sie 1944 mit dem Bachelor of Arts in den Studienfächern Schauspiel und Englisch beendete. 1946 heiratete sie den Schauspieler Lewis Howard. Ihre Ehe endete bereits 1951 mit dem Selbstmord ihres Ehemanns, nachdem dessen Karriere im Niedergang war. 1983 zog sie nach Harwich (Massachusetts), wo sie 2012 neunzigjährig verstarb. Sie heiratete ein zweites Mal und hinterließ zwei Stiefsöhne: Christian und Jean Pierre de Lutz.

## Karriere
Nach ihrer Schauspielausbildung zog Betty Buehler nach Manhattan (New York City), wo sie 20 Jahre lang für Theater, Film und Rundfunk arbeitete, hauptsächlich am Broadway. Höhepunkt ihrer Karriere als Schauspielerin war 1951 die Mitwirkung an der Seite von Oscar-Preisträger Broderick Crawford sowie Ernest Borgnine und  Charles Bronson in dem Gangsterfilm und Film noir Die Spur führt zum Hafen,  Originaltitel: The Mob. Weil sie in Hollywood nicht dem damaligen Frauenbild entsprach, ging sie wieder nach New York City zurück und wirkte in den 1950er-Jahren an Anthologie-Serien wie Armstrong Circle Theatre, Kraft Television Theater  und Studio One mit.

## Filmografie
- 1951: Die Spur führt zum Hafen (The Mob)
- 1953: Taxi